# Campionati europei di ginnastica artistica 2011 - Volteggio femminile
La finale del volteggio femminile si è svolta il 9 aprile 2011, con inizio alle ore 14:00.

## Risultati
| Pos.    | Ginnasta               | Nazione     | Primo volteggio | Primo volteggio | Primo volteggio | Primo volteggio | Secondo volteggio | Secondo volteggio | Secondo volteggio | Secondo volteggio | Media  |
| Pos.    | Ginnasta               | Nazione     | Partenza        | Giuria          | Pen.            | Totale          | Partenza          | Giuria            | Pen.              | Totale            | Media  |
| ------- | ---------------------- | ----------- | --------------- | --------------- | --------------- | --------------- | ----------------- | ----------------- | ----------------- | ----------------- | ------ |
| Oro     | Sandra Izbașa          | Romania     | 5,800           | 8,900           | -               | 14,700          | 5,600             | 9,050             | -                 | 14,650            | 14,675 |
| Argento | Oksana Chusovitina     | Germania    | 6,300           | 8,500           | -               | 14,800          | 5,500             | 8,775             | -                 | 14,275            | 14,537 |
| Bronzo  | Ariella Kaeslin        | Svizzera    | 6,300           | 8,650           | -               | 14,950          | 5,800             | 8,200             | -                 | 14,000            | 14,475 |
| 4       | Tat'jana Nabieva       | Russia      | 5,800           | 8,700           | -               | 14,500          | 5,200             | 8,875             | -                 | 14,075            | 14,287 |
| 5       | Elisabeth Seitz        | Germania    | 5,800           | 8,875           | -               | 14,675          | 5,000             | 8,700             | -                 | 13,700            | 14,187 |
| 6       | Giulia Steingruber     | Svizzera    | 6,300           | 7,600           | -               | 13,900          | 5,200             | 8,900             | -                 | 14,100            | 14,000 |
| 7       | Amelia Racea           | Romania     | 5,800           | 8,200           | -               | 14,000          | 4,800             | 8,650             | -                 | 13,450            | 13,725 |
| 8       | Nastassja Maračkuskaja | Bielorussia | 5,000           | 8,825           | -               | 13,825          | 4,600             | 7,700             | -                 | 12,300            | 13,062 |